# 筋力トレーニング

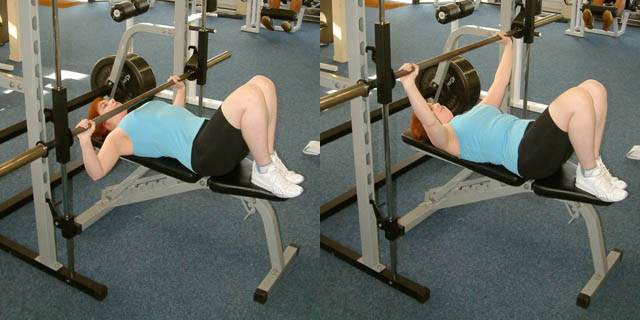
マシンウェイトを利用したトレーニングの例

筋力トレーニング（きんりょくトレーニング）とは、骨格筋の出力・持久力の維持向上や「筋肥大」(Muscle hypertrophy) を目的とした運動の総称。
目的の骨格筋に「抵抗」(Resistance)をかけることで行うものは「レジスタンス・トレーニング」とも呼ばれる。抵抗のかけ方にはさまざまであるが、重力や慣性を利用するもの、ゴムによる弾性を利用するもの、油圧や空気圧による抵抗を用いるものが一般的である。重力による抵抗を利用する場合は特に、ウエイトトレーニングとも呼ばれる。

## 筋力の出力
筋肉の収縮力は、筋肉の断面積と神経系の発達で決まる。筋力鍛錬はこのいずれか、もしくは両方を発達させる目的で行う。

## トレーニング方法の分類

### 骨格筋の活動様式による分類
骨格筋の活動様式は、骨格筋が長さを変えながら力を発揮する「等張性筋活動」(Isotonic muscle action)、「等速性筋活動」(Isokinetic muscle action)、長さを変えずに力を発揮する「等尺性筋活動(Isometoric muscle action)に大別される。等張性筋活動による運動をアイソトニック運動、等尺性筋活動による運動をアイソメトリック運動あるいは、簡略にアイソメトリクスと呼ぶ。
等張性筋活動、等尺性筋活動、等速性筋活動を考察するに当たっては「動き」だけでなく、「負荷」についても考慮に入れなくてはならない。等張性筋活動は「一定の負荷に対する運動」であるから、筋肉が負荷にあわせて速度・発揮する力を調整する。一方、等尺性筋活動は基本的には「動かない物に対する運動」であって動きはなく、負荷は「筋肉が発揮する力」に対応する。等速性筋活動は「運動領域において筋肉が発揮する力に対応した負荷がかかる運動」である。コンピューターで「運動速度」「負荷」をモニターしながら等速の運動となるように制御するマシーンによる、トレーニングが代表的である。必ずしも運動領域すべてについて等速ではないものの、空気シリンダーや油圧シリンダーによる「運動領域において筋肉が発揮する力に対応した負荷がかかる運動」も等速性筋活動としている。つまり、負荷の観点から言えば等張性筋活動は「一定の負荷に対し筋肉の方が発揮する力を調整する」のに対し、等尺性筋活動・等速性筋活動においては「負荷の方が筋肉が発揮する力にあわせる」のである。
一例として、腕立て伏せやベンチプレスは負荷が一定であり腕や胸の筋肉が伸び縮みするので、アイソトニック運動に分類される。腕立て伏せの姿勢で静止する運動（プランク、棒のポーズなどと呼ばれる）は動きがないため、アイソメトリック運動といわれることもあるが、（筋肉が負荷にあわせて発揮する力と動きを調整しており）負荷が筋肉が発揮する力にあわせていないため、負荷の観点から見るとアイソメトリック運動とは言いがたい。動かない物を動かそうとする運動、伸びないロープを引き伸ばそうとする運動、合掌した両手を互いに押し合う運動は「アイソメトリック運動」であり、動かない物が発揮している筋力に対応した負荷となっている。また、ばねやゴムチューブを最大限引き伸ばした状態で保持する運動は「アイソメトリック運動」である。筋力でばねやゴムチューブを引き伸ばしていくと張力が大きくなり、筋力と同じ張力になるとそれ以上引き伸ばせなくなる。この状態で保持すれば「アイソメトリック運動」となり、同様に圧縮ばねを最大限圧縮した状態で保持するのも「アイソメトリック運動」となる。この方法の長所は、ばね・ゴムの伸張・圧縮の度合いで筋力の大きさが分かることである。

## 健康メリット
- 筋力の増大
- 無気作業能力の向上
- スキルの向上
- 反応時間や瞬発力の向上

これらの効果によって、正しい姿勢や活力ある行動力を保つことが期待できる:114,120。
・基礎代謝の増加
痩せやすい体つくり、免疫機能の向上、血流促進

## 運動強度と効果
ウエイトトレーニングでは1回に限り持ち上げることができる最大の重さが運動強度の基準となる。この最大重量は反復できる回数が1回であることから1 Repetition maximun(1RM)という。運動強度を1RMより軽くすれば最大反復回数が増える関係にある。
運動強度と反復回数によってトレーニング効果が変化するため、目的に応じてメニューを設定する。
筋力を高めるトレーニングでは1RMの2/3以上で10回程度、もしくは5回ずつ3セット行なうとよい。
瞬発力を高めるトレーニングでは力と速度の両因子を高めることを目的とし、1RMの1/3～2/3で、反復回数20～30回として、できるだけ速く運動することが必要となる。
筋持久力を高めるトレーニングでは1RMの1/4～1/3程度の比較的軽い運動強度で、反復回数を40～50回と多く設定する。反復回数が最大反復回数の1/2以下となっては筋持久力を高めるトレーニングとならない:115-118。